# Bernard Baruch
Bernard Mannes Baruch (19. kolovoza 1870. – 20. lipnja 1965.) bio je američki ulagač, špekulant, državnik i politički savjetnik. Nakon uspjeha u poslu, posvetio se savjetovanju predsjednika Woodrowa Wilsona i Franklina D. Roosevelta u gospodarskim pitanjima. 

## Rani život, obrazovanje i karijera
Bernard Baruch rođen je u Camdenu u Južnoj Karolini od oca Simona i majke Belle Baruch. Bio je drugi od četvorice sinova. Njegov otac dr. Simon Baruch (1840. – 1921.) bio je njemački useljenik židovskog porijekla koji je u SAD došao 1855. Postao je kirurg u osoblju konfederacijskog generala tijekom Američkog građanskog rata i bio je pionir u fizičkoj terapiji.
Preci njegove majke, također Židovi, u New York su stigli u 1690-ima i radili su u brodogradnji. 1881. obitelj Baruch se seli u New York City i Bernard Baruch diplomira na City College of New York osam godina poslije. Uskoro je postao mešetar, a zatim partner u kompaniji 
A. A. Housman and Company. Sa svojom zaradom kupio je mjesto na Njujorškoj burzi za $18 000 u današnjoj vrijednosti. Tamo je stekao ogromno bogatstvo prije tridesete godine života na špekulaciji oko tržišta šećera. 1903. imao je svoje posredništvo i prozvan je kao "Vuk samotnjak na Wall Streetu" ("The Lone Wolf on Wall Street") zbog toga što je odbijao pridružiti se drugim financijskim kućama. Do 1910. postao je jedan od najboljih ulagača na Wall Streetu. Baruch College (dio Njujorškog sveučilišta) dobio je ime po njemu kao i rezidencijska građevina u kampusu Stony Brook sveučilišta.